# カーデザイナー
オートモーティブデザイナー（automotive designer ）またはカーデザイナー（car designer ）とは、自動車のデザインを行うデザイナーである。この場合のデザインとは、パッケージング（配置設計）とスタイリング（造形）の両方を指す。近年では自動車のみならず、乗り物全般のデザインを手がける場合も多い。
一方、カーデザイナーとは異なり、モータースポーツや自動車レースなどで扱うレーシングカーを造る技術者や技術責任者をレーシングカーデザイナーと呼ぶ。

## おもなカーデザイナー

### あ行
- 赤穂航
- ローレンス・ヴァン・デン・アッカー
- 荒川健
- 碇穹一
- 石井守
- 岩倉信弥
- ビョルン・エンヴァール
- 奥山清行
- ロベール・オプロン

### か行
- 小林平治
- 児玉英雄
- フリードリッヒ・ガイガー
- マルチェロ・ガンディーニ
- アルブレヒト・フォン・ゲルツ

### さ行
- 齋藤利明
- ペーター・シュライヤー
- ブルーノ・サッコ
- ジョルジェット・ジウジアーロ
- ジェイソン・カストリオタ
- フィリップ・シャルボノー
- フランコ・スカリオーネ
- エルコーレ・スパーダ
- シクステン・セゾン
- 園勲夫

### な行
- 永島譲二
- 仲西昭徳
- 中村史郎
- ブライアン・ネスビット
- 中山雅

### は行
- 原田則彦
- クリス・バングル
- バッティスタ・ファリーナ
- レオナルド・フィオラヴァンティ
- アルフレード・フェラーリ
- エンリコ・フミア
- ポール・ブラック
- フランク・ステファンソン
- ピエトロ・フルア
- グスタフ・ブルナー
- オリビエ・ブーレイ
- デビッド・ベイチュ
- フラミニオ・ベルトーニ

### ま行
- 前澤義雄
- 前田育男
- 俣野努
- ジョヴァンニ・ミケロッティ
- ウィリアム・モリス

### ら行
- ハーム・ラガーイ
- パトリック・ルケマン
- クラウス・ルーテ

### や行
- 山本卓身
- 結城康和

### わ行
- 和田智
- 渡辺洋平

## カーデザイナーになるための主な教育機関
- CAR DESIGN ACADEMY - 世界で初めてのオンラインで学べるカーデザインスクール。ホンダ、イタルデザイン、ヨーロッパフォードを渡り歩いた後、株式会社DCI、NORI iNC.を立ち上げた栗原典善が監修を務める。
- 専門学校名古屋デザイナー学院 - カーデザインコース
- 東京コミュニケーションアート専門学校 -  カーデザインの関連学科を設置
- 東京造形大学 - デザイン学科インダストリアルデザイン専攻領域
- HAL (専門学校) - カーデザイン学科を2008年4月より新設
- 静岡工科自動車大学校 - ボディデザイン研究科（自動車車体整備士養成課程 修業年限 / 1年）
- 新潟国際自動車大学校 - 自動車デザイン科
- アートセンター・カレッジ・オブ・デザイン（en:Art Center College of Design）- 同校トランスポーテーションデザイン学科は世界的に有名。ビッグスリーのカーデザイナーの多くは、同校同学科の卒業生が多くを占める